# C'était bien
Pour les articles homonymes, voir C'était bien (homonymie).
Pistes de Jolie Môme no 7
Il n'y a plus d'après
(3) Jolie Môme
(5)
C'était bien (également appelée Le P'tit Bal perdu ou Au petit bal perdu) est une chanson interprétée en 1961 par Juliette Gréco puis par Bourvil avec des paroles de Robert Nyel sur une musique de Gaby Verlor.

## Genèse
Robert Nyel et Gaby Verlor écrivent cette chanson pour la proposer à Bourvil, qui a déjà interprété en 1960 deux de leurs œuvres, Ma p’tite chanson et Mon frère d'Angleterre, mais celui-ci ne peut l'enregistrer avant plusieurs mois à cause de ses engagements cinématographiques. Lorsque Gaby Verlor présente cette chanson parmi d'autres propositions à Juliette Gréco, cette dernière est si enthousiaste que Verlor demande à Bourvil s'il permet que Juliette Gréco l'enregistre avant lui. L'acteur-chanteur accepte sans difficulté. La version de Gréco paraît en mars 1961 et celle de Bourvil au mois de décembre de la même année.

## Interprétations
Les arrangeurs de la chanson, André Popp pour Juliette Gréco, et Jerry Mengo pour Bourvil, mettent l'accordéon au premier plan de leurs orchestrations. Bertrand Dicale écrit à propos de l'emploi de cet instrument : « Si, chez Gréco, il est souvent remplacé après le premier couplet par des notations au clavecin, à la guitare électrique ou au piano, il est presque toujours présent chez Bourvil, où il fait persister les couleurs et l'atmosphère du bal. Mélancolie d'un souvenir très réaliste chez le chanteur-acteur, rêverie poignante chez Gréco ». Gilles Verlant ajoute à propos de l'interprétation de Bourvil : « Il ne chante pas que des comptines souriantes : son répertoire — plus de deux cents chansons — s'enrichit de choses tendres et émouvantes comme La Balade irlandaise (Un oranger) et C'était bien (Au petit bal perdu) ».  

## Reprises
- En 1995, Philippe Decouflé réalise un court métrage chorégraphié, intitulé Le P'tit Bal, utilisant la version de Bourvil[5] qui a servi par la suite de générique à l'émission culturelle de télévision Des mots de minuit[6] de 2006 à 2013.
- En 1998, le groupe Le Soldat Inconnu l'enregistre sous le titre C'était bien pour son album Sur les décombres[7].
- En 2003, l'humoriste Élie Semoun la reprend dans son album Chansons.
- En 2006, Vincent Delerm et Helena Noguerra l'interprètent en duo et en public à La Cigale. Le titre est présent sur la compilation Favourites Songs[N 3].
- En 2007, Victoria Abril l'enregistre sous le titre Le P'tit Bal perdu pour son album Olala!.
- En 2009, le guitariste Sylvain Luc joue en solo Le P'tit Bal perdu dans son double album Standards[N 4].
- Sanseverino l'enregistre en 2014 sous le titre Le Petit Bal Perdu pour un album de reprises qui prend aussi ce titre[8].